# Austrotinodes triangularis
Austrotinodes triangularis är en nattsländeart som beskrevs av Schmid 1958. Austrotinodes triangularis ingår i släktet Austrotinodes och familjen trattnattsländor. Inga underarter finns listade i Catalogue of Life.